# Des Moines (Novo México)
Des Moines é uma vila localizada no estado americano de Novo México, no Condado de Union.

## Demografia
Segundo o censo americano de 2000, a sua população era de 177 habitantes.
Em 2006, foi estimada uma população de 149, um decréscimo de 28 (-15.8%).

## Geografia
De acordo com o United States Census Bureau tem uma área de
2,8 km², dos quais 2,8 km² cobertos por terra e 0,0 km² cobertos por água. Des Moines localiza-se a aproximadamente 2026 m acima do nível do mar.

## Localidades na vizinhança
O diagrama seguinte representa as localidades num raio de 56 km ao redor de Des Moines.